# ラグビーワールドカップ2023・プールC
ラグビーワールドカップ2023・プールCは、2023年9月9日に開始され、10月8日まで行われた。過去に2回優勝したオーストラリア、ウェールズ、フィジー、ジョージア、ポルトガルが含まれる。

## 出場チーム
|              | チーム         | バンド | 連盟       | 予選                             | 出場決定       | 出場回数 | 前回出場 | 最高成績                                      | ランキング | ランキング |
| 2020年1月1日 | チーム         | バンド | 連盟       | 予選                             | 出場決定       | 出場回数 | 前回出場 | 最高成績                                      | 2023年9月  |            |
| ------------ | -------------- | ------ | ---------- | -------------------------------- | -------------- | -------- | -------- | --------------------------------------------- | ---------- | ---------- |
| C1           | ウェールズ     | 1      | ヨーロッパ | 2019年大会 プールステージ3位以上 | 2019年         | 10       | 2019     | 3位 (1987)                                    | 4          |            |
| C2           | オーストラリア | 2      | オセアニア | 2019年大会 プールステージ3位以上 | 2019年         | 10       | 2019     | 優勝 (1991, 1999)                             | 6          |            |
| C3           | フィジー       | 3      | オセアニア | 2019年大会 プールステージ3位以上 | 2019年         | 9        | 2019     | 準々決勝 (1987, 2007)                         | 11         |            |
| C4           | ジョージア     | 4      | ヨーロッパ | ヨーロッパ1位                    | 2022年3月10日  | 6        | 2019     | プールステージ (2003, 2007, 2011, 2015, 2019) | 14         |            |
| C5           | ポルトガル     | 5      | ヨーロッパ | 最終プレーオフ通過               | 2022年11月18日 | 2        | 2007     | プールステージ (2007)                         | 24         |            |

備考
1. ↑  組み合わせ抽選に使用
2. 1 2  抽選時にヨーロッパ第1代表が決まっていなかったため、ランキングに関係なく、バンド4に入れられた[3]。
3. 1 2  抽選時に最終プレーオフ代表が決まっていなかったため、ランキングに関係なく、バンド4に入れられた[3]。

## 順位表
| 順 | Team               | Pld | W | D | L | PF  | PA  | +/- | Try +/- | BP | Pts | 出場権                                    |
| -- | ------------------ | --- | - | - | - | --- | --- | --- | ------- | -- | --- | ----------------------------------------- |
| 1  | ウェールズ (Q)     | 4   | 4 | 0 | 0 | 143 | 59  | +84 | 9       | 3  | 19  | 決勝トーナメント進出 2027年大会出場権獲得 |
| 2  | フィジー (Q)       | 4   | 2 | 0 | 2 | 88  | 83  | +5  | 0       | 3  | 11  | 決勝トーナメント進出 2027年大会出場権獲得 |
| 3  | オーストラリア (E) | 4   | 2 | 0 | 2 | 90  | 91  | –1  | 3       | 3  | 11  | 2027年大会出場権獲得                      |
| 4  | ポルトガル (E)     | 4   | 1 | 1 | 2 | 64  | 103 | -39 | -6      | 0  | 6   |                                           |
| 5  | ジョージア (E)     | 4   | 0 | 1 | 3 | 64  | 113 | -49 | -7      | 1  | 3   |                                           |

1. 1 2  直接対決: オーストラリア 15–22 フィジー

## 試合
試合時間は中央ヨーロッパ夏時間（UTC+2）

### オーストラリア vs ジョージア
| 9月9日 18:00 | (1 BP) オーストラリア | 35–15  | ジョージア | スタッド・ド・フランス, サン＝ドニ 観客数: 75,770人 レフリー: ルーク・ピアース (イングランド) |
| 9月9日 18:00 | トライ: ペタイア 2' c ナワンガニタワシ 9' m ドナルドソン (2) 56' c, 69' c コンバート: ドナルドソン (3/4) 7', 57', 70' PK: ドナルドソン (3/3) 14', 21', 31' | Report | トライ: イバニシビリ 47' m ギガシビリ 80' c コンバート: マトカワ (0/1) アブシャンダゼ (1/1) 80' PK: マトカワ (1/1) 6' | スタッド・ド・フランス, サン＝ドニ 観客数: 75,770人 レフリー: ルーク・ピアース (イングランド) |

### ウェールズ vs フィジー
| 9月10日 21:00 | (1 BP) ウェールズ | 32–26  | フィジー (2 BP) | ヌーヴォ・スタッド・ド・ボルドー, ボルドー 観客数: 41,274人 レフリー: マシュー・カーリー (イングランド) |
| 9月10日 21:00 | トライ: アダムス 7' m ノース 29' c リース＝ザミット 48' c ディー 66' c コンバート: ビガー (3/4) 30', 49', 67' PK: ビガー (2/3) 3', 24' | Report | トライ: ナヤザレヴ 14' c タギタギバル 17' c トゥイソヴァ 73' c ドゲ 78' m コンバート: ロマニ (2/2) 15', 18' テラ (1/2) 73' | ヌーヴォ・スタッド・ド・ボルドー, ボルドー 観客数: 41,274人 レフリー: マシュー・カーリー (イングランド) |

### ウェールズ vs ポルトガル
| 2023年9月16日 17:45 | (1 BP) ウェールズ | 28–8   | ポルトガル                                        | アリアンツ・リヴィエラ, ニース 観客数: 28,270人 レフリー: カール・ディクソン (イングランド) |
| 2023年9月16日 17:45 | トライ: リース＝ザミット 9' c レイク 43' c モーガン 56' c ファレタウ 83' c コンバート: ハーフペニー (3/3) 10', 44', 57' コステロウ (1/1) 83' | Report | トライ: マルティンス 63' m PK: マルケス (1/3) 37' | アリアンツ・リヴィエラ, ニース 観客数: 28,270人 レフリー: カール・ディクソン (イングランド) |

備考:
- ワールドカップ初対戦

### オーストラリア vs フィジー
| 2023年9月17日 17:45 | (1 BP) オーストラリア                                                                                        | 15–22  | フィジー | スタッド・ジェフロワ＝ギシャール, サン＝テティエンヌ 観客数: 41,294人 レフリー: アンドリュー・ブライス (アイルランド) |
| 2023年9月17日 17:45 | トライ: ナワンガニタワシ 23' m ヴニヴァル 68' c コンバート: ドナルドソン (1/2) 70' PK: ドナルドソン (1/1) 3' | Report | トライ: トゥイソヴァ 43' c コンバート: クルボリ (1/1) 44' PK: クルボリ (4/4) 12', 21', 27', 33' ロマニ (1/3) 66' c | スタッド・ジェフロワ＝ギシャール, サン＝テティエンヌ 観客数: 41,294人 レフリー: アンドリュー・ブライス (アイルランド) |

### ジョージア vs ポルトガル
| 2023年9月23日 14:00 | ジョージア | 18–18  | ポルトガル                                                                                 | スタジアム, トゥールーズ 観客数: 31,889人 レフリー: ポール・ウィリアムズ (ニュージーランド) |
| 2023年9月23日 14:00 | トライ: タブツァゼ 2' c ザムタラゼ 78' m コンバート: アブジャンダゼ (1/1) 3' PK: アブジャンダゼ (2/2) 16', 32' | Report | トライ: ストルティ (2) 34' m, 57' c コンバート: マルキ (1/2) 58' PK: マルキ (2/2) 48', 53' | スタジアム, トゥールーズ 観客数: 31,889人 レフリー: ポール・ウィリアムズ (ニュージーランド) |

備考:
- ワールドカップ初対戦

### ウェールズ vs オーストラリア
| 2023年9月24日 21:00 | ウェールズ | 40–6   | オーストラリア                 | パルク・オリンピック・リヨン, リヨン 観客数: 55,296人 レフリー: ウェイン・バーンズ (イングランド) |
| 2023年9月24日 21:00 | トライ: デーヴィス 3' c トンプキンズ 48' c モーガン 78' m コンバート: ビガー (1/1) 4' アンスコム (1/2) 49' PK: アンスコム (6/7) 21', 29', 39', 43', 52', 60' ドロップ: アンスコム (1/1) 70' | Report | PK: ドナルドソン (2/2) 9', 14' | パルク・オリンピック・リヨン, リヨン 観客数: 55,296人 レフリー: ウェイン・バーンズ (イングランド) |

### フィジー vs ジョージア
| 2023年9月30日 17:45 | フィジー                                                                                     | 17–12  | ジョージア (1 BP)                                        | ヌーヴォ・スタッド・ド・ボルドー, ボルドー 観客数: 39,862人 レフリー: カール・ディクソン (イングランド) |
| 2023年9月30日 17:45 | トライ: ナヤザレヴ 51' c ハボシ 68' c コンバート: ロマニ (2/2) 52', 69' PK: ロマニ (1/2) 65' | Report | PK: マトカバ (2/2) 5', 80' ニニアシヴィリ (2/2) 19', 31' | ヌーヴォ・スタッド・ド・ボルドー, ボルドー 観客数: 39,862人 レフリー: カール・ディクソン (イングランド) |

### オーストラリア vs ポルトガル
| 2023年10月1日 17:45 | (1 BP) オーストラリア | 34–14  | ポルトガル                                                                      | スタッド・ジェフロワ＝ギシャール, サン＝テティエンヌ 観客数: 41,342人 レフリー: ニカ・アマシュケリ (ジョージア) |
| 2023年10月1日 17:45 | トライ: アーノルド 19' c ポレクキ 22' c ベル 26' c マクライト 47' m コロインベテ 74' m コンバート: ドナルドソン (3/5) 20', 24', 27' PK: ドナルドソン (1/1) 4' | Report | トライ: ベッテンコート 13' c シモエス 70' c コンバート: マルケス (2/2) 14', 71' | スタッド・ジェフロワ＝ギシャール, サン＝テティエンヌ 観客数: 41,342人 レフリー: ニカ・アマシュケリ (ジョージア) |

備考:
- ワールドカップ初対戦

### ウェールズ vs ジョージア
| 2023年10月7日 15:00 | (1 BP) ウェールズ | 43–19  | ジョージア                                                                                         | スタッド・ドゥ・ラ・ボージョワール, ナント 観客数: 33,580人 レフリー: マシュー・ライナル (フランス) |
| 2023年10月7日 15:00 | トライ: フランシス 16' c L・ウィリアムズ 23' c リース＝ザミット (3) 43' c, 67' c, 74' m ノース 80' c コンバート: コステロー (5/6) 17', 24', 44', 69', 80+1' PK: コステロー (1/2) 27' | Report | トライ: シャリカゼ 35' c カルカゼ 59' c ニニアシヴィリ 62' m コンバート: マトカヴァ (2/3) 36', 60' | スタッド・ドゥ・ラ・ボージョワール, ナント 観客数: 33,580人 レフリー: マシュー・ライナル (フランス) |

### フィジー vs ポルトガル
| 2023年10月8日 21:00 | (1 BP) フィジー                                                                                    | 23–24 | ポルトガル | スタジアム, トゥールーズ レフリー: ルーク・ピアース (イングランド) |
| 2023年10月8日 21:00 | トライ: ボティア 48' c ドゲ 68' c コンバート: ロマニ (2/2) 49', 69' PK: ロマニ (3/3) 10', 74', 76' |       | トライ: ストルティ 45' c フェルナンデス 51' c マルタ 78' c コンバート: マルケス (3/3) 47', 53', 79' PK: マルケス (1/1) 38' | スタジアム, トゥールーズ レフリー: ルーク・ピアース (イングランド) |

備考:
- ワールドカップ初対戦